# Nils Olav

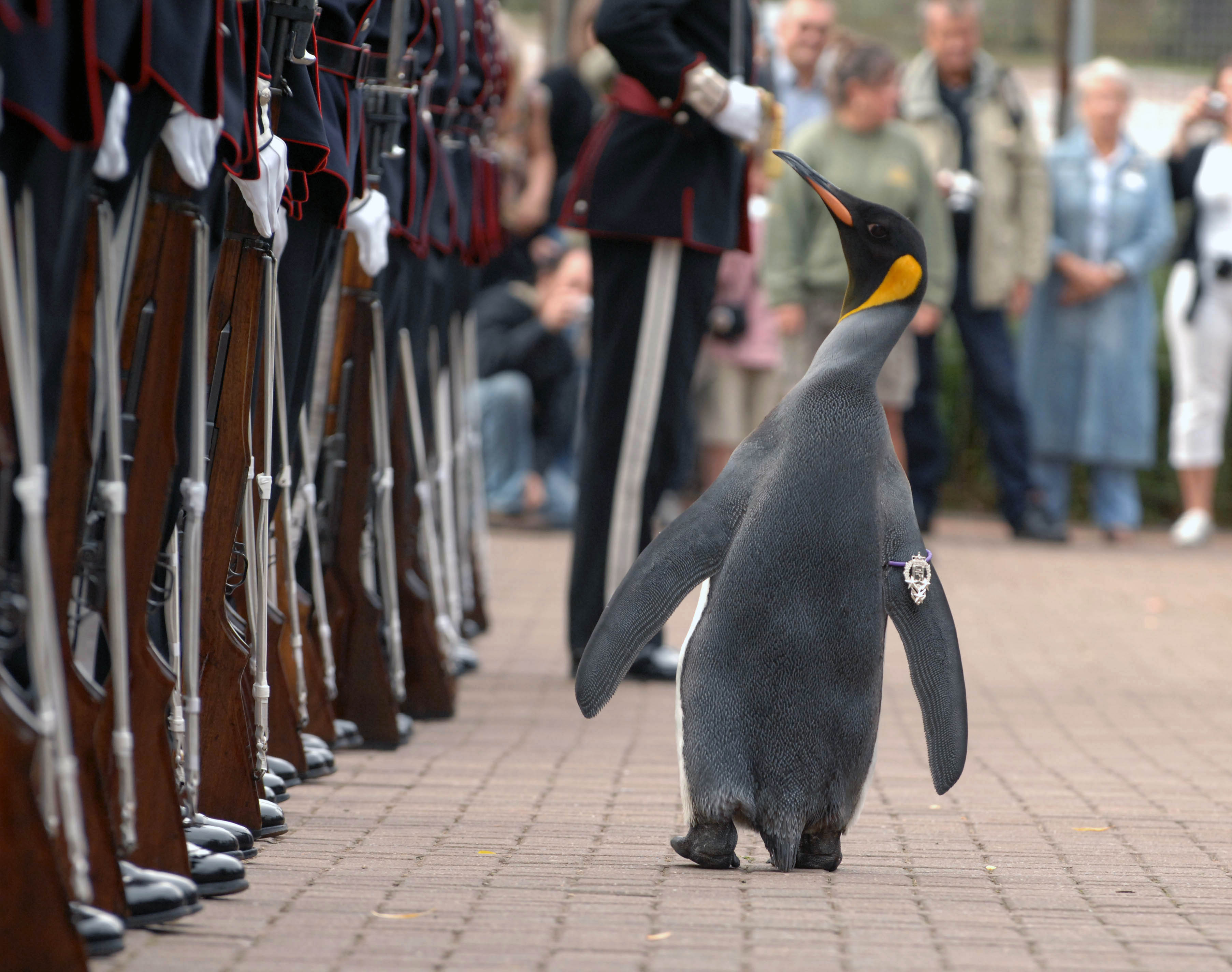
Nils Olav inspiziert die Garde.

Sir Nils Olav III. ist ein männlicher Königspinguin, der im Edinburgher Zoo in Schottland lebt. Er ist Maskottchen und Generalmajor ehrenhalber der königlichen Garde Norwegens.

## Hintergrund
Die Verbindung geht ursprünglich darauf zurück, dass Norwegen, dessen Expedition 1911 als erste den Südpol erreicht hatte, dem Edinburgh Zoo im Jahr seiner Eröffnung 1913 einen Königspinguin schenkte.
Seit den 1970er Jahren hegt die norwegische Garde, aufgrund ihrer Teilnahme am Edinburgh Military Tattoo, eine besondere Beziehung zu den Pinguinen von Edinburgh, und der Pinguin Nils Olav wurde ins Regiment aufgenommen. Nach dessen Tod übernahm 1987 Nils Olav II. die Nachfolge. Seit 2008 ist Nils Olav III. im Amt.

## Verleihungen der Titel
Am 15. August 2008 besuchte er die königliche Garde von Norwegen und wurde vom norwegischen König Harald V. zum Ritter geschlagen. Seither wird der Pinguin mit dem Adelsprädikat „Sir“ benannt. 2016 wurde er bei einer Verleihungszeremonie im Zoo von Edinburgh ehrenhalber zum norwegischen Brigadier ernannt und 2023 zum Generalmajor befördert.